# Salón del Automóvil de París 2008
El Salón del Automóvil de París 2008 tuvo lugar del 4 de octubre al 19 de octubre de 2008, en Francia, París.
La presente edición del Salón del Automóvil de París ofreció un alto número de vehículos híbridos y eléctricos (EVs). Además un cambio tectónico hizo a New York Times que preguntara: "¿Quién mató los vehículos que no son eléctricos?

## Modelos de producción
- Aston Martin One-77
- Audi RS6
- Audi S4
- Bentley Arnage Final Edition
- BMW 3-series E90
- BMW 7-Series F01
- Cadillac CTS Sport Wagon
- Chevrolet Cruze
- Chevrolet Volt
- Citroën C3 Picasso
- Dacia Logan MCV
- Dacia Logan eco2
- Dacia Sandero
- Ferrari California
- Fiat 500 Abarth SS
- Ford Fiesta Panel Van
- Ford Ka Mk II
- Ford Kuga
- Hyundai i20
- Infiniti EX37
- Infiniti FX37
- Kia Soul
- Lexus IS 250C/350C
- Lumeneo SMERA
- Mazda MX-5
- Mercedes-Benz S400 BlueHybrid
- Mitsubishi Lancer Sportback
- Nissan Note
- Nissan Pixo
- Opel Insignia
- Peugeot 308 CC
- Peugeot 407
- PGO Hemera
- Porsche 911 Targa
- Porsche Boxster S Porsche Design Edition 2
- Porsche Cayenne S Transsyberia
- Porsche Cayman S Sport
- Renault Laguna III Coupe
- Renault Mégane Mk III
- SEAT Exeo
- Smart Fortwo
- Subaru Forester
- Suzuki Alto
- Suzuki SX4 FCV
- Škoda Octavia Mk II
- Toyota Avensis
- Toyota iQ
- Toyota Urban Cruiser
- Volkswagen Golf 6
- Volvo C30/S40/V50 1.6D DRIVe

## Prototipos
- Audi A1 Sportback
- BMW X1
- BMW 7-Series ActiveHybrid
- Chevrolet Orlando
- GT by Citroën
- Citroën C-Cactus Hybrid
- Citroën Hypnos
- Honda Insight
- Lamborghini Estoque
- Lexus LF-Xh
- Maserati GranTurismo MC
- Mazda Kiyora
- Mercedes-Benz ConceptFASCINATION
- MINI Crossover
- Nissan Nuvu
- Peugeot Prologue
- Peugeot RC
- Pininfarina B0
- Renault Ondelios
- Renault Z.E.
- Saab 9-X Air BioHybrid
- SsangYong C200

## Taxis du Monde

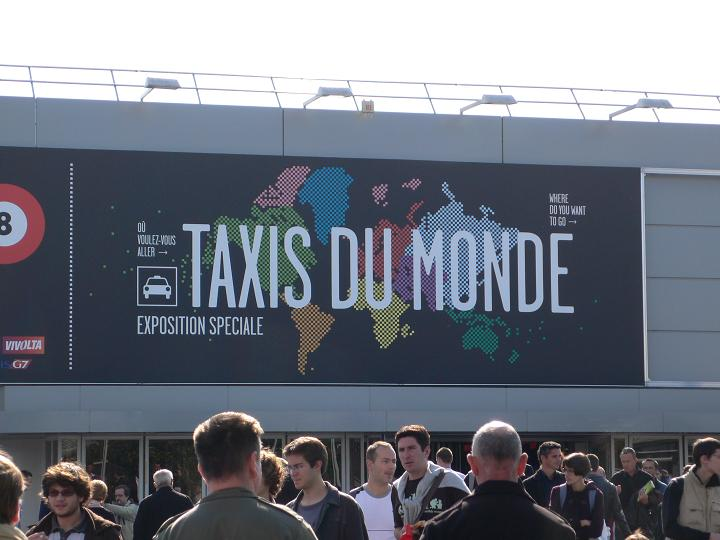
Entrada a la exhibición Taxis du Monde

Como de costumbre, el Pabellón 8 organizó una exposición especial. En esta edición, el tema fue "Taxis du Monde" (taxis del mundo), y contó con una gran variedad de taxi de distintas ciudades y épocas, como un taxi de Checker de Nueva York, un Yellow Cab de Chicago, taxis negros de Londres, un Jeepney de Manila, Tuk Tuk de Bangkok, etc, así como varios taxis parisinos, comenzando con el clásico Renault Taxi de la Marne y terminando con la propuesta del futuro Peugeot Expert Tepee taxi.